# Jim Thorpe
Jacobus Franciscus Jim Thorpe (fox i sauk: Wa-Tho-Huk Sendera Brillant) (28 de maig de 1887 – 28 de març de 1953) era un atleta indi sauk d'Oklahoma. És el pare de l'activista ameríndia Grace Thorpe i avi de Dagmar Thorpe, intel·lectual i també activista. És considerat un dels atletes més versàtils de l'esport modern: va guanyar medalles d'or Jocs Olímpics en les proves de pentatló i decatló, a més de jugar a futbol americà, beisbol i bàsquet a nivell universitari i professional. Va perdre els títols olímpics després de descobrir-se que havia cobrat per jugar dues temporades en lligues menors de beisbol abans de competir als Jocs Olímpics, violant les regles de l'estatut de l'amateurisme vigents en aquell moment.
Thorpe era d'ascendència indígena americana i immigrant europea. Criat a la nació Sac i Fox a Oklahoma, va ser anomenat Wa-Tho-Huk, traduït com Un Camí Il·luminat per una Gran Llum. Va jugar a diversos equips de jugadors amerindis al llarg de la seva carrera, i va visitar petits pobles rurals com a jugador professional de bàsquet amb un equip compost enterament per indígenes nadius nord-americans.
El 1950 va ser nomenat l'atleta més gran de la primera meitat del segle XX als Estats Units per l'Associated Press(AP); el 1999 la mateixa AP el va col·locar com a tercer a la llista dels millors atletes del país a tot el segle xx.
La seva carrera esportiva professional va acabar en els anys de la Gran Depressió, la qual cosa li va dificultar guanyar-se la vida. Va treballar en ocupacions poc usuals, vivint els anys finals en la pobresa, patint d'alcoholisme crònic. El 1983, trenta anys després de la seva mort, el Comitè Olímpic Internacional (COI) li va tornar els seus títols olímpics.

## Carrera amateur
Va néixer al territori indi de l'estat d'Oklahoma, fill de pare irlandès, Hiram Thorpe, i mare índia, Charlotte Vieux, que era filla d'un francès i una índia. Estudià a la Universitat de la Nació Índia de Haskell, a Lawrence (Kansas). L'any 1904, ingressà a l'Escola Industrial Índia de Carlisle (Pennsilvània), on començà a jugar a futbol americà com corredor. Aquest mateix any morí el seu pare i Jim abandonà l'escola per retornar-hi el 1907, començant la seva carrera atlètica.
L'any 1911 guanyà amb la seva escola el campionat nacional de futbol americà. Malgrat que era el seu esport favorit, fou en atletisme on assolí els seus èxits més importants. L'any 1912 participà als Jocs Olímpics d'Estocolm de 1912 on guanyà la medalla d'or en pentatló i decatló. L'any següent, li foren retirades les medalles per haver jugat beisbol professional. La seva filla Grace Thorpe lluità pel retorn de les medalles arrabassades al seu pare injustament, i per la inclusió de les seves marques a la llista de rècords mundials.

## Carrera professional
L'any 1913, Thorpe signà un contracte amb els New York Giants de beisbol, amb els quals jugà esporàdicament durant tres temporades. Després de jugar a les lligues menors amb els Milwaukee Brewers el 1916, retornà als Giants el 1917, essent venut als Cincinnati Reds la mateixa temporada. Continuà als clubs Giants, de nou, i als Boston Braves. En total disputà 289 partits a la lliga. Continuà jugant a beisbol a les lligues menors fins al 1922.
De forma paral·lela fou professional en el món del futbol americà. El 1915 fitxà pels Canton Bulldogs on cobrà $250 per partit i guanyà els campionats de 1916, 1917 i 1919. El 1920, els Bulldogs foren un dels 14 equips que fundaren l'American Professional Football Association (APFA), que més tard esdevingué la National Football League (NFL). Thorpe fou nomenat primer president de l'APFA. Es retirà del futbol havent jugat als següents equips:
- Canton Bulldogs (1915–1917, 1919–1920, 1926)
- Cleveland Tigers (1921)
- Oorang Indians (1922-1923)
- Rock Island Independents (1924-1925)
- New York Giants (1925)
- Chicago Cardinals (1928)

El 1950, fou considerat per l'agència de notícies AP, com el millor esportista dels primers 50 anys de segle. El 1963 fou inclòs al Saló de la Fama de la NFL. Els darrers anys de Thorpe no foren massa bons. Va caure en la pobresa i morí alcohòlic el 1953. L'any 1982 se li restauraren les medalles.

## Llegat

### Restabliment dels premis olímpics

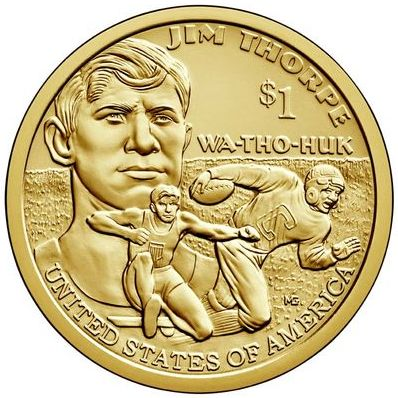
Thorpe apareix al revers del dòlar de Sacagawea del 2018.

Amb els anys, els partidaris de Thorpe van intentar que els seus títols olímpics es restablissin. Els oficials olímpics nord-americans, inclòs l'antic company d'equip i més tard president del COI Avery Brundage,  van rebutjar uns quants intents. Brundage va dir una vegada: « La ignorància no és excusa». Els més persistents van ser l'autor Robert Wheeler i la seva dona, Florence Ridlon. Van aconseguir que la AAU i el Comitè Olímpic dels Estats Units anul·lessin la seva decisió i restablissin l'estatus d'aficionat de Thorpe abans de 1913.
El 1982, Wheeler i Ridlon van establir la Fundació Jim Thorpe i van obtenir el suport del Congrés dels Estats Units. Armats amb aquest suport i proves de 1912 que demostraven que la desqualificació de Thorpe s'havia produït després del període de 30 dies permès per les regles dels Jocs Olímpics, van aconseguir presentar el cas al COI. L'octubre de 1982, el Comitè Executiu del COI va aprovar la reincorporació de Thorpe. En una sentència inusual, van declarar que Thorpe era cocampió amb Ferdinand Bie i Hugo Wieslander, encara que tots dos atletes sempre havien dit que consideraven que Thorpe era l'únic campió. En una cerimònia el 18 de gener de 1983, el COI va lliurar a dos dels fills de Thorpe, Gale i Bill, medalles commemoratives. Les medalles originals de Thorpe s'havien guardat als museus, però van ser robades i mai s'han recuperat. El COI va incloure a Thorpe com a comedallista d'or.
El juliol de 2020, va començar a circular una petició de Bright Path Strong que demanava al COI que reinstal·lés Thorpe com a únic guanyador dels seus esdeveniments als Jocs Olímpics de 1912. Va comptar amb el suport de Pictureworks Entertainment, que estava fent una pel·lícula sobre Thorpe. La petició va comptar amb el suport de l'olímpic Billy Mills, que va guanyar una medalla d'or als 10.000 metres als Jocs de Tòquio de 1964. El 14 de juliol de 2022, el COI va votar per restablir a Thorpe com a únic guanyador d'ambdós esdeveniments, després que els Comitès Olímpics Nacionals de Noruega i Suècia, en representació de Bie i Wieslander, haguessin donat la seva aprovació.

### Honors

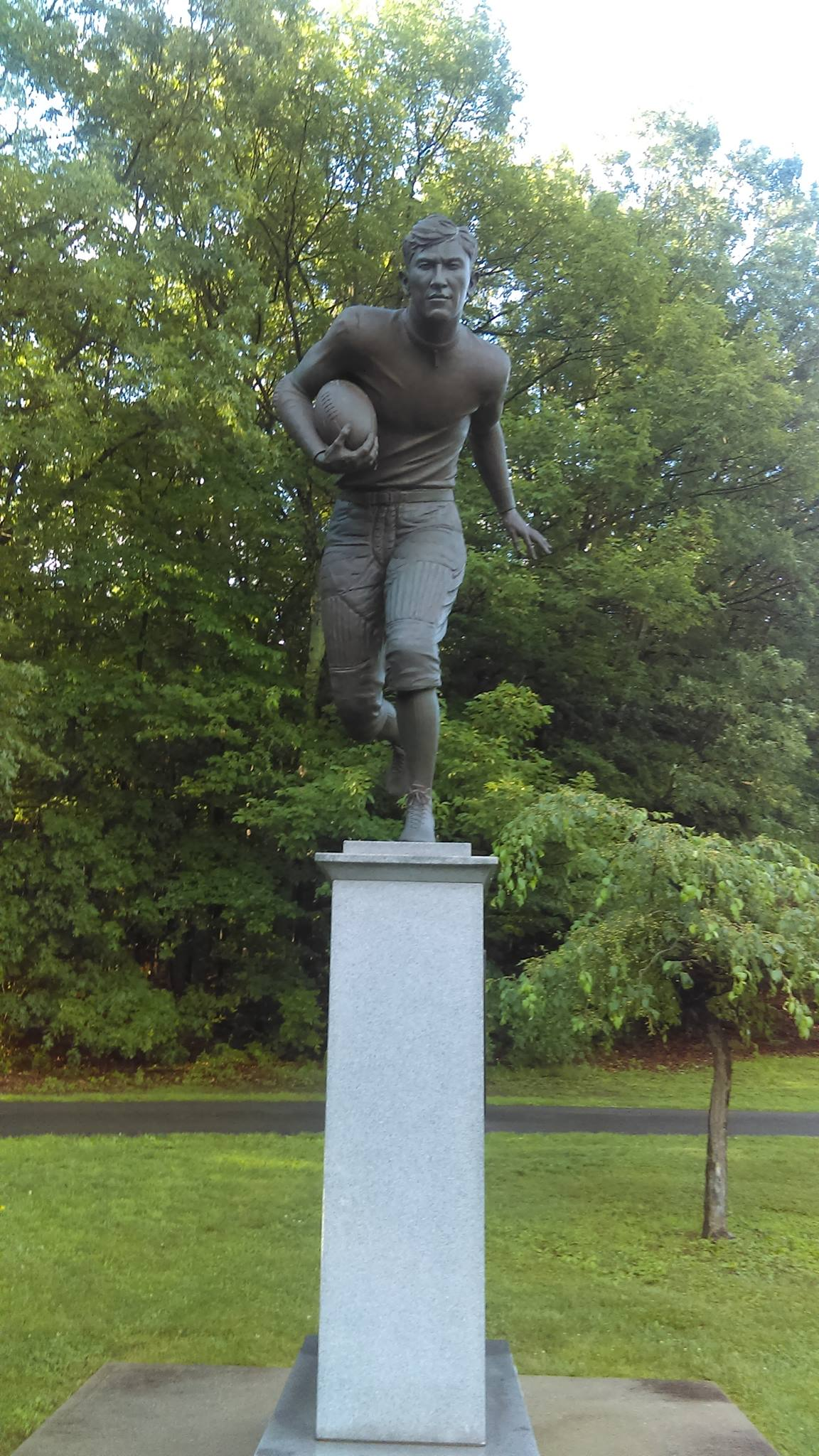
Una de les dues estàtues de Thorpe situades a Jim Thorpe, Pennsilvània

Després que el funeral de Thorpe es va celebrar a l'Església Catòlica de Sant Benet a Shawnee, Oklahoma, el seu cos va quedar en estat al cementiri de Fairview. Els residents havien pagat perquè el tornés a Shawnee amb tren des de Califòrnia. La gent va començar un esforç de recaptació de fons per erigir un monument a Thorpe al parc esportiu de la ciutat. Els funcionaris locals havien demanat finançament als legisladors estatals, però un projecte de llei que incloïa 25.000 dòlars per a la seva proposta va ser vetat pel governador Johnston Murray.
Mentrestant, la tercera esposa de Thorpe, sense que la resta de la seva família ho sabés, va prendre el cos de Thorpe i el va fer enviar a Pennsilvània quan va saber que les petites ciutats de Pennsilvània de Mauch Chunk i East Mauch Chunk estaven buscant atreure negocis. Va fer un tracte amb els funcionaris que, segons el fill de Thorpe, Jack, va ser fet per la vídua Patricia per consideracions monetàries. Les ciutats van comprar les restes de Thorpe, li van erigir un monument a la tomba, es van fusionar i van rebatejar la ciutat recentment unida en el seu honor com a Jim Thorpe, Pennsilvània. Thorpe no hi havia estat mai. El lloc del monument conté la seva tomba, dues estàtues d'ell en posicions atlètiques, i marcadors històrics que expliquen la seva vida.
El juny de 2010, Jack Thorpe va presentar una demanda federal contra el municipi de Jim Thorpe, buscant que les restes del seu pare tornessin a la seva terra natal i tornessin a enterrar a prop d'altres membres de la família a Oklahoma. Citant la Llei de protecció i repatriació de les tombes dels nadius americans, Jack argumentava per portar les restes del seu pare a la reserva d'Oklahoma, per ser enterrades a prop de les del seu pare, les seves germanes i el seu germà, a una milla del lloc on va néixer. Va afirmar que l'acord entre la seva madrastra i els funcionaris del districte de Jim Thorpe, Pennsilvània, es va fer en contra dels desitjos d'altres membres de la família, que volen que fos enterrat a la terra dels nadius americans. Jack Thorpe va morir als 73 anys el 22 de febrer de 2011.
L'abril de 2013, el jutge de districte estatunidenc Richard Caputo va dictaminar que el barri de Jim Thorpe és un museu sota la Llei de protecció i repatriació de tombes natives americanes (NAGPRA) i, per tant, està subjecte a aquesta llei. Un advocat de Bill i Richard Thorpe va dir que els homes seguirien el procés legal per tornar les restes del seu pare a Sac i Fox, al centre d'Oklahoma. El 23 d'octubre de 2014, el Tribunal d'Apel·lacions dels Estats Units per al Tercer Circuit va revocar la decisió del jutge Caputo. El tribunal d'apel·lacions va considerar que el barri de Jim Thorpe no és un museu, ja que aquest terme s'utilitza a NAGPRA, i que, per tant, els demandants no podien invocar aquest estatut federal per demanar la reinhumació de les restes de Thorpe. En l'idioma NAGPRA, museu significa qualsevol institució o agència estatal o del govern local (incloent-hi qualsevol institució d'ensenyament superior) que rep fons federals i tingui possessió o control sobre els articles culturals nadius americans. El Tribunal d'Apel·lacions va ordenar al tribunal de primera instància que dictés una sentència a favor del municipi. El tribunal d'apel·lacions va dir que la llei de Pennsilvània permet que els demandants demanin a un tribunal estatal que ordeni l'enterrament de les restes de Thorpe, però va assenyalar que « un cop un cos és enterrat, hi ha una gran reticència a permetre que es traslladi, sense raons clares i convincents per a aquest moviment.»  El 5 d'octubre de 2015, la Cort Suprema dels Estats Units es va negar a escoltar l'assumpte, posant efectivament fi al procés legal.

### Marató Jim Thorpe
El Jim Thorpe Area Running Festival és una sèrie de curses iniciades el 2019 a Jim Thorpe, Pennsilvània. Inclou una marató, una cursa a peu de 26,2 milles que presenta una baixada d'elevació constant des del principi fins al final.

## Galeria

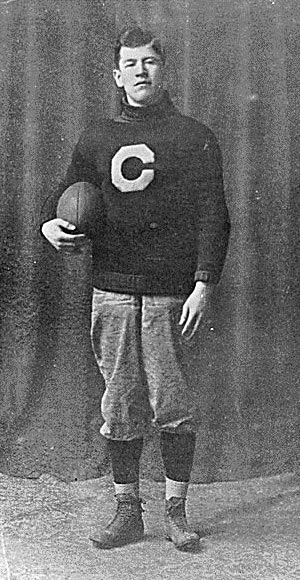
Jim Thorpe el 1909, a Carlisle.

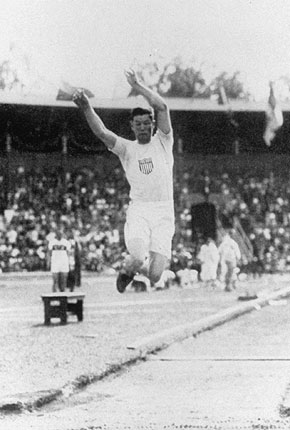
Jim Thorpe durant els Jocs Olímpics de 1912.

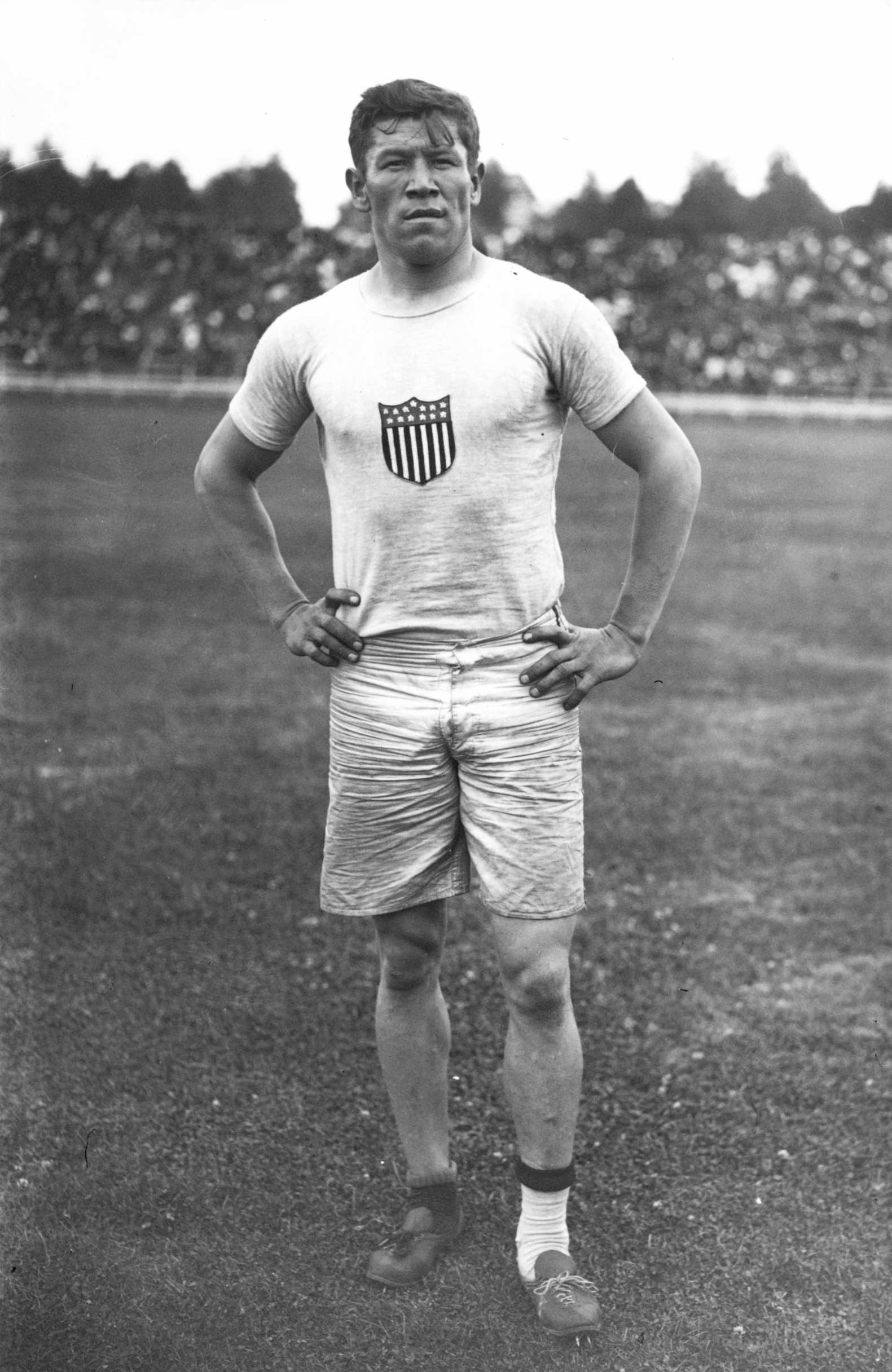
Jim Thorpe durant els Jocs Olímpics de 1912.

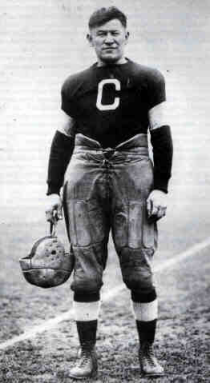
Thorpe jugant a futbol a Canton de 1915 a 1920.

|  |  |  |  |